# 풍석범
풍석범(馮錫範, 생몰년 미상)은 명나라 사람으로, 정성공의 부하였다. 정성공이 죽고 정경이 왕위를 물려받은 후 1663년 정경과 함께 하문을 지켰다.
풍석범은 정경의 둘째아들 정극상의 장인이 되었는데, 정경의 맏아들 정극장이 감국에 임명되어 왕위 계승이 유력해지자 이를 시기하여 정극장을 제거할 음모를 꾸몄다. 풍석범은 정극장의 생부는 정경이 아니라 백정 이(李)씨라는 헛소문을 이용해 정극장이 왕위를 물려받지 못하게 하려고 했다. 정경은 이를 믿지 않았으나 정경과 정극장의 장인 진영화가 잇달아 세상을 떠나자 정성공의 아내 동(董)씨에게 정극장을 모함하여 승인을 받고 정극장을 불러낸 다음 암살했다. 풍석범은 정극상을 즉위시키고 사위의 나이가 어린 것을 이용하여 자신이 권력을 장악하고 국사를 처리했다. 그러나 정극장을 제거하고 과중한 세금과 부역으로 백성들을 괴롭게 하여 민심을 잃었기 때문에 정씨왕국의 내부 결속력을 무너지게 한 셈이 되었다.
청나라 장수 시랑이 정씨왕국의 유국헌이 이끄는 수군을 상대로 대승을 거두자 유국헌은 대만으로 달아나 정극상에게 항복할 것을 주장하였다. 마침내 정극상이 투항할 것을 결정하니 풍석범도 정극상을 따라 청나라에 항복했다.